# ケーブルテレビやまだ
ケーブルテレビやまだは、かつて存在した富山県富山市営のケーブルテレビ施設である。同市山田地域をサービスエリアとしていた。

## センター施設所在地
- 富山県富山市山田湯780番地 富山市役所山田総合行政センター

## 概要
2004年4月1日、旧：山田村により開局。同村が運営していたが、2005年4月1日の市町村合併後は富山市が引き継いでいた。業務は富山市婦中地域の上婦負ケーブルテレビに委託していた。富山市では当局の民営化を検討しており、同社と協議を進めてきたが、2010年4月に施設を同社に有償譲渡し民営化となった。これにあわせ、「富山市ケーブルテレビ山田放送施設条例」は廃止された。
2011年7月のアナログ放送の終了時までは現行のサービス・料金・自主放送番組が継続されるが、それ以降は同社のものに統合・再編される予定。